# Świętoszów (przystanek kolejowy)
Świętoszów – zamknięty przystanek osobowy, a dawniej stacja kolejowa w Świętoszowie na linii kolejowej nr 283 Jelenia Góra – Żagań, w województwie dolnośląskim.

## Bibliografia

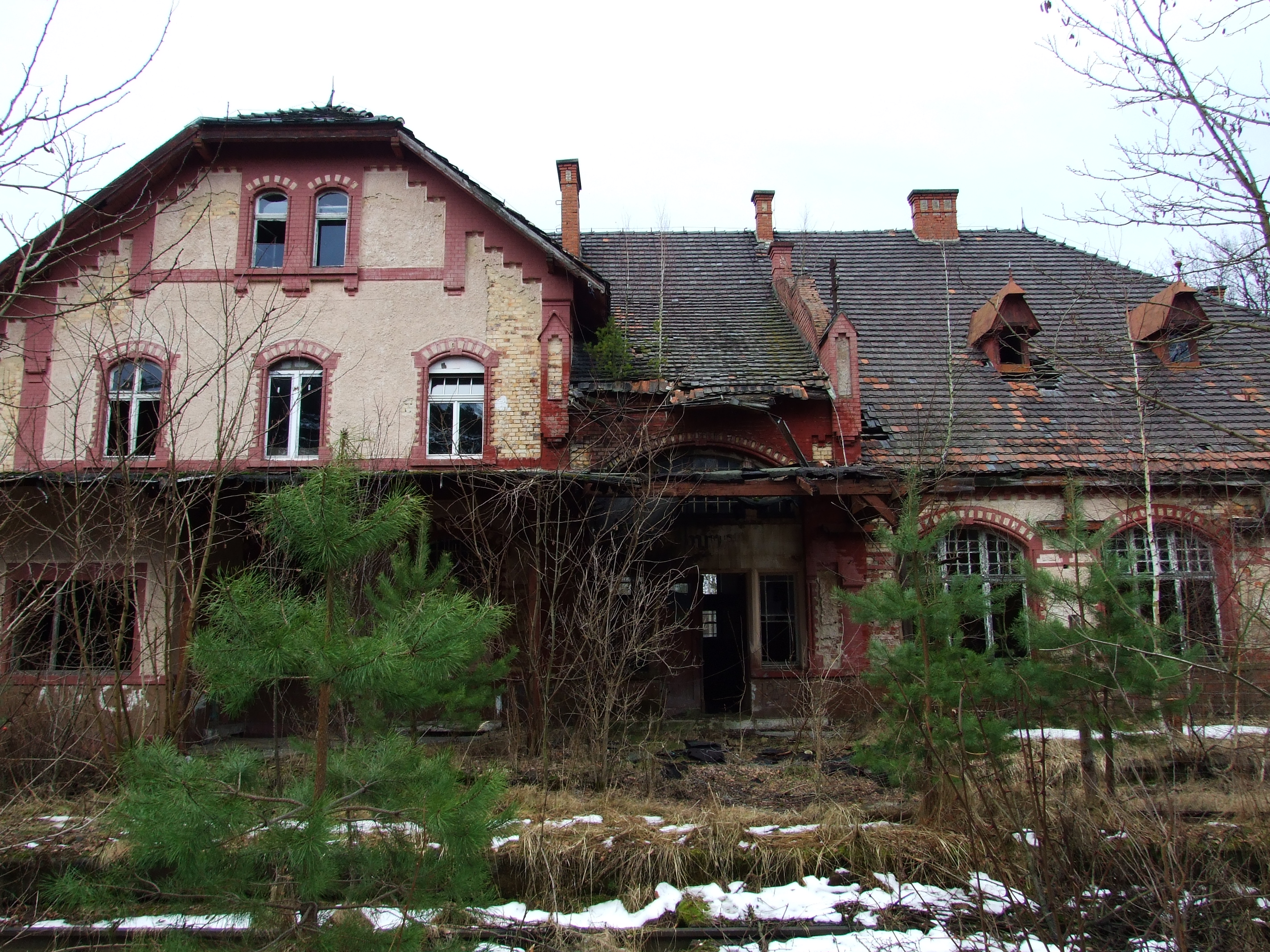
Budynek stacji kolejowej w Świętoszowie, stan na dzień 31.01.2013